# Hendrik van Lier
Hendrik van Lier (Assen, 27 november 1828 - aldaar, 24 augustus 1904) was een Nederlandse notaris en politicus.
Van Lier was een zoon van de Asser notaris en burgemeester van Norg Herman Hubert van Lier en Margaretha Westra. Hij studeerde rechten aan de Hogeschool van Groningen en promoveerde aldaar in 1850. Na zijn studie vestigde hij zich als advocaat in Assen en werd in 1851 in deze plaats kandidaat-notaris. Na het overlijden van zijn vader in 1863 volgde hij hem op als notaris te Assen. In 1879 werd Van Lier gekozen tot lid van Provinciale Staten van Drenthe, van 1882 tot 1888 was hij buitengewoon lid van Gedeputeerde Staten van deze provincie. In 1888 werd hij gekozen tot lid van de Eerste Kamer. Van Lier was Ridder in de Orde van de Nederlandse Leeuw.
Van Lier was naast notaris onder meer ook deken van de orde van advocaten bij de arrondissementsrechtbank, voorzitter van de liberale kiesvereniging, president-kerkvoogd van de hervormde kerk en majoor-commandant van het eerste bataljon rustende schutterij van Drenthe.
Van Lier trouwde op 4 augustus 1852 in Assen met Jentien Carsten, dochter van de Asser procureur Hendrik Jan Carsten en Geesje Engelhart. Dit huwelijk bleef kinderloos.

## Overcingel
In 1863 erfde Van Lier, na het overlijden van zijn vader, samen met zijn in een Zutphense inrichting verpleegde broer Helperus, het landgoed Overcingel in Assen. Na het overlijden van zijn broer in 1895 was Van Lier de enige eigenaar van het landgoed. In de koepel op de heuvel bevindt zich zijn borstbeeld. Na het overlijden van de kinderloos gebleven Van Lier in 1904 en zijn echtgenote Jentien Carsten in 1909 kwam het landgoed in het bezit van een nichtje van zijn vrouw.
- Biografisch Portaal: 48967506
- Digitale Bibliotheek voor de Nederlandse Letteren: lier011
- International Standard Name Identifier: 0000 0003 9196 769X
- Nederlandse Thesaurus van Auteursnamen: 074369407
- Parlement.com: vg09ll2v15to
- Virtual International Authority File: 285858399
- WorldCat: E39PBJfWXkvVmXpHPWvKfJBXVC